# Кока-кола
Ко́ка-ко́ла (англ. Coca-Cola) — газированный безалкогольный напиток, производимый компанией The Coca-Cola Company. Первоначально продававшийся как напиток для замены алкоголя и предназначавшийся в качестве патентованого лекарства, он был изобретён в конце XIX века Джоном Ститом Пембертоном, и был выкуплен бизнесменом Эйзой Григгсом Кэндлером, чья маркетинговая тактика привела Coca-Cola к доминированию на мировом рынке безалкогольных напитков на протяжении всего XX века. Название напитка относится к двум его оригинальным ингредиентам: листьям коки и орехам кола (источник кофеина). Нынешняя формула кока-колы остаётся коммерческой тайной. Тем не менее было опубликовано множество описанных рецептов и экспериментальных воссозданий. Напиток вдохновил подражателей и создал целую классификацию безалкогольных напитков — кола.
Компания The Coca-Cola Company производит концентрат, который затем продаётся лицензированным разливщикам кока-колы по всему миру. Разливщики, которые имеют эксклюзивные контракты с компанией на территории, производят готовый продукт в банках и бутылках из концентрата в сочетании с фильтрованной водой и подсластителями.Типичная банка объёмом 330 мл содержит 38 граммов сахара. В Северной Америке вместо сахара используется кукурузный сироп с высоким содержанием фруктозы. Затем разливщики распространяют и продают Coca-Cola в розничных магазинах, ресторанах и торговых автоматах по всему миру. Компания Coca-Cola Company также продаёт концентрат для аппаратов по розливу газированных напитков, установленных в крупных ресторанах и супермаркетах.
Компания The Coca-Cola Company время от времени представляла другие напитки типа колы под названием Coca-Cola. Наиболее распространённой из них является «диетическая» кола на искусственных подсластителях, наряду с другими, включая Coca-Cola Zero, Coca-Cola Cherry, Coca-Cola Vanilla и специальные версии с лимоном, лаймом и кофе. Coca-Cola с июля 1983 по 2009 год называлась Coca-Cola Classic, чтобы не ассоциироваться с «New Coke». Основываясь на исследовании Interbrand «лучший глобальный бренд» 2020 года, Coca-Cola стала шестым среди самых дорогих брендов в мире. В 2013 году продукция Coca Cola продавалась более чем в 200 странах мира, и потребители ежедневно выпивали более 1,8 миллиарда порций фирменных напитков. Coca-Cola заняла 87-е место в списке Fortune Global 500 «500 крупнейших корпораций Соединённых Штатов» за 2018 год по общей выручке.

## История

### Историческое происхождение

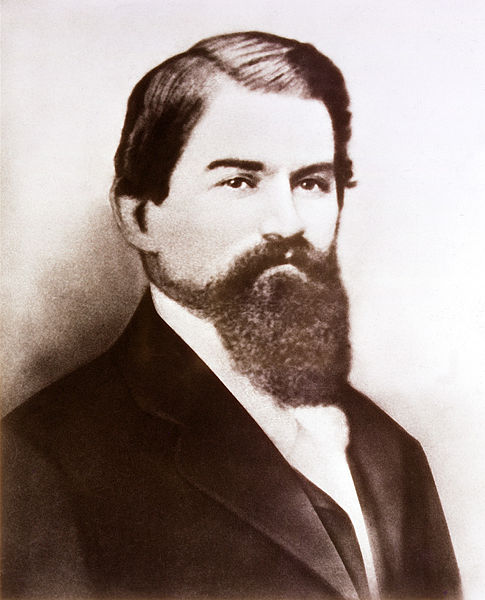
Джон Пембертон, создатель напитка Coca-Cola

Полковник Конфедерации Джон Пембертон, раненный во время Гражданской войны в США и пристрастившийся к морфию, имел медицинское образование и начал поиски замены проблемному наркотику. В 1885 году в своей аптеке Eagle Drug and Chemical House в Колумбусе, штат Джорджия, он зарегистрировал нервно-тонизирующее средство Pemberton’s French Wine Coca. Джон Пембертон, возможно, был вдохновлён огромным успехом вина Mariani — французско-корсиканского вина из листьев коки, но его рецепт дополнительно включал африканский орех кола — источник кофеина в напитке.

Испанский напиток под названием «Coca Cola» был представлен на конкурсе в Филадельфии в 1885 году, за год до официального рождения Coca-Cola. Права на этот испанский напиток были куплены Coca-Cola в 1953 году.

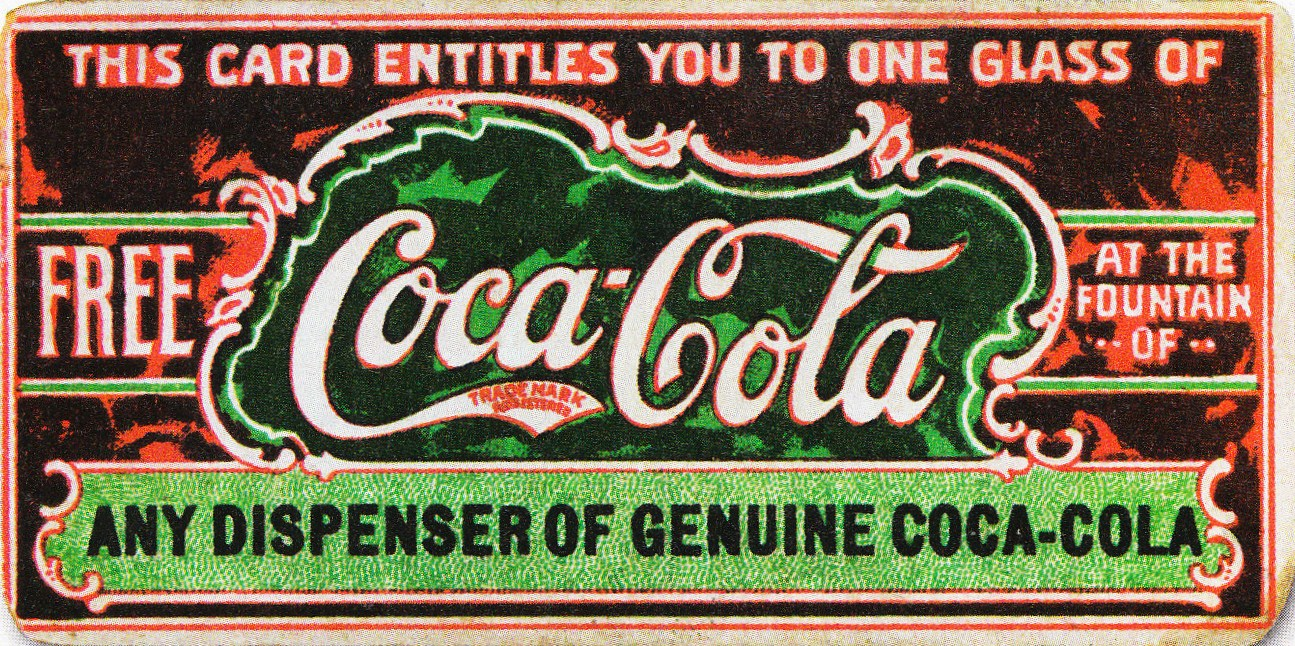
Считающийся первым в истории купоном, этот билет на бесплатный стакан Coca-Cola был впервые распространён в 1888 году, чтобы помочь продвигать напиток. К 1913 году компания выкупила 8,5 миллиона билетов

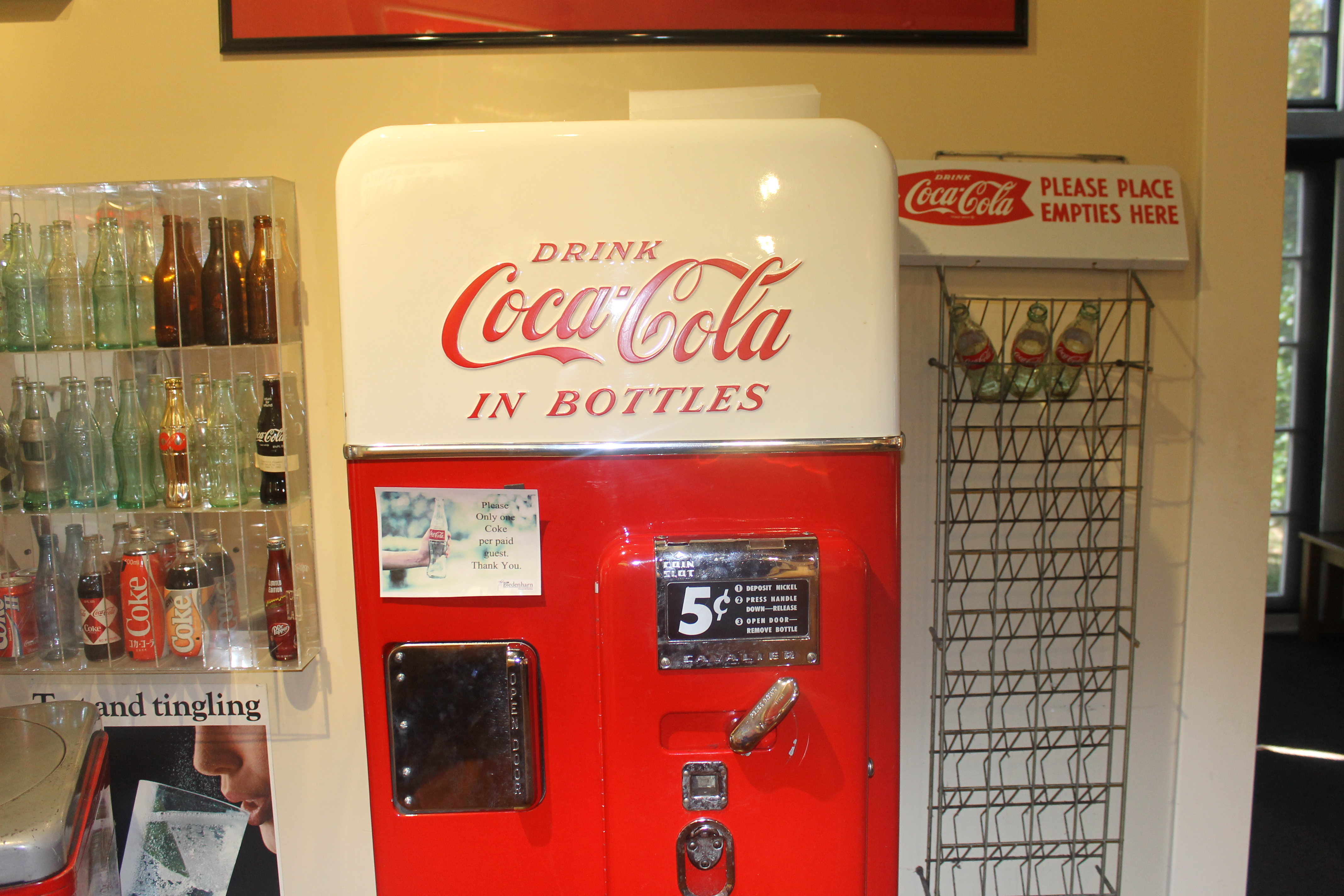
Ранний автомат по продаже кока-колы в Музее и садах Биденхарна в Монро, штат Луизиана

В 1886 году, когда Атланта и округ Фултон приняли закон о запрете алкоголя, Пембертон ответил разработкой Coca-Cola, безалкогольной версии французско-корсиканского вина. Она продавалась как «Кока-кола: напиток для воздержания», который понравился многим людям, поскольку движение за воздержание от алкоголя пользовалось широкой поддержкой в это время. Первые продажи были в аптеке Джейкоба в Атланте, штат Джорджия, 8 мая 1886 года, где она первоначально продавалась по пять центов за стакан. Аптечные автоматы с содовой были популярны в Соединённых Штатах в то время из-за убеждения, что газированная вода полезна для здоровья, и новый напиток Пембертона продавался как патентованное лекарство. Пембертон утверждал, что это лекарство от многих заболеваний, включая морфиновую зависимость, расстройство желудка, нервные расстройства, головные боли, импотенцию. Пембертон опубликовал первую рекламу напитка 29 мая того же года в журнале Atlanta Journal.
К 1888 году на рынке появились три версии кока-колы, продаваемые тремя отдельными компаниями. Совместное партнёрство было сформировано 14 января 1888 года между Пембертоном и четырьмя бизнесменами из Атланты: Дж. К. Мэйфилдом, А. О. Мёрфи, К. О. Муллахи и Э. Х. Бладвортом. Не зашифрованное никаким подписанным документом, устное заявление Эйзы Кэндлер, сделанное много лет спустя, под свидетельскими показаниями утверждало, что он приобрёл долю в компании Пембертона ещё в 1887 году. Джон Пембертон заявил, что название «Кока-Кола» принадлежит его сыну Чарли, но два других производителя могут продолжать использовать эту формулу.
Запись Чарли Пембертона о контроле над названием «Coca-Cola» была основополагающим фактором, позволившим ему участвовать в качестве основного акционера в регистрации компании Coca-Cola в марте 1888 года, поданной вместо его отца. Исключительный контроль Чарли над названием «Coca-Cola» стал занозой для Эйзы Кэндлер. Старший сын Кэндлера, Чарльз Ховард Кэндлер, написал книгу, опубликованную в 1950 году Университетом Эмори. В этой исчерпывающей биографии своего отца Кэндлер особо отмечает: «14 апреля 1888 года молодой аптекарь Эйза Григгс Кэндлер приобрёл треть доли в формуле почти совершенно неизвестного патентованного эликсира, известного как Кока-Кола». На самом деле сделка была заключена между сыном Джона Пембертона Чарли и компанией Walker, Candler & Co., при этом Джон Пембертон выступал в качестве поручителя своего сына. За 50 долларов аванса и 500 долларов за 30 дней Walker, Candler & Co. получила всю треть акций компании Coca-Cola, которой владел Чарли, пока Чарли всё ещё удерживал имя. После сделки 14 апреля, 17 апреля 1888 года, половина акций Walker/Dozier была приобретена Кэндлером за дополнительные 750 долларов.

### Основание компании
В 1892 году Кэндлер решил основать вторую компанию: «Coca-Cola Company» (нынешняя корпорация). Когда Кэндлер уничтожил самые ранние записи «Coca-Cola Company» в 1910 году, утверждалось, что это было совершено во время переезда в новые офисы корпорации.
Кэндлер был вынужден продавать напиток, который он производил по своему рецепту, под названиями «Yum Yum» и «Koke». После того, как к середине 1888 года оба имени не прижились у Кэндлера, фармацевт из Атланты стремился установить более твёрдые юридические права на Coca-Cola и надеялся, что сможет полностью вытеснить двух своих конкурентов, Уокера и Дозье. Джон Пембертон скоропостижно скончался 16 августа 1888 года. Затем Эйза Кэндлер решил быстро продвинуться вперёд, чтобы получить полный контроль над всей деятельностью Coca-Cola.
Чарли Пембертон, алкоголик, пристрастившийся к опиуму, нервировал Эйза Кэндлера больше, чем кого-либо другого. Говорят, что Кэндлер быстро маневрировал, чтобы приобрести эксклюзивные права на название «Кока-Кола» у сына Пембертона Чарли сразу же после того, как узнал о смерти доктора Пембертона. Чарли Пембертон был найден 23 июня 1894 года без сознания, рядом с ним лежала палочка опиума. Десять дней спустя Чарли умер в больнице Грейди в Атланте в возрасте 40 лет. В одной из нескольких историй говорится, что Кэндлер подошёл к матери Чарли на похоронах Джона Пембертона и предложил ей 300 долларов наличными за название.
В книге Чарльза Ховарда Кэндлера 1950 года о своём отце он заявил: «30 августа [1888 года] Эйза Кэндлер стал единоличным владельцем Coca-Cola, и этот факт был указан на фирменных бланках, бланках счетов и рекламных копиях».
После этого, 30 августа 1888 года единоличный контроль Кэндлера стал технически истинным. Кэндлер договорился с Маргарет Дозье и её братом Вулфолком Уокером о полном платеже в размере 1000 долларов, при котором все согласились, что Кэндлер может выплатить серию банкнот в течение определённого периода времени. К 1 мая 1889 года Кэндлер претендовал на полное право собственности на напиток Coca-Cola, при этом общие инвестиционные затраты Кэндлера на предприятие по производству напитков за эти годы составили 2300 долларов.
В 1914 году Маргарет Дозье, будучи совладельцем оригинальной компании Coca-Cola в 1888 году, заявила, что её подпись на купчей компании Coca-Cola 1888 года была подделана. Последующий анализ других аналогичных документов о переводе также показал, что подпись Джона Пембертона, скорее всего, также была подделана, что, как утверждают некоторые источники, было спровоцировано его сыном Чарли.
12 сентября 1919 года Coca-Cola Company была куплена группой инвесторов за 25 миллионов долларов и зарегистрирована в Делавэре. Компания публично предложила 500 000 акций компании по цене 40 долларов за акцию.
В 1986 году The Coca-Cola Company объединилась с двумя своими операторами по розливу (принадлежащими JTL Corporation и BCI Holding Corporation) и образовала Coca-Cola Enterprises Inc. (CCE). В декабре 1991 года Coca-Cola Enterprises объединилась с Johnston Coca-Cola Bottling Group, Inc.

### Начало розлива

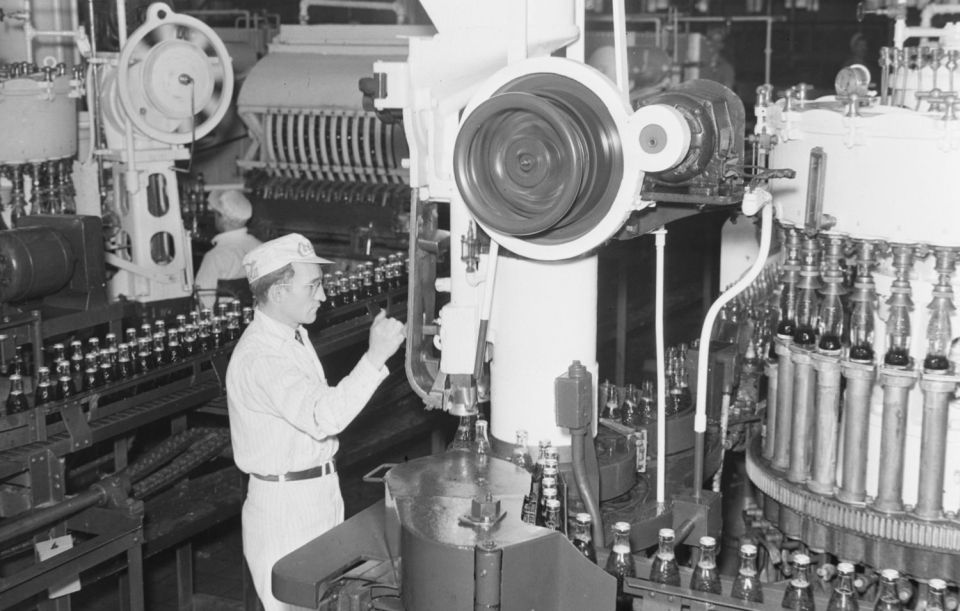
Завод по розливу Coca-Cola Canada Ltd. 8 января 1941 г. Монреаль, Канада

Первый разлив Coca-Cola по бутылкам произошёл в Виксбурге, штат Миссисипи, в кондитерской компании Biedenharn 12 марта 1894 года. Владельцем завода по розливу был Джозеф А. Биденхарн.
Несколько лет спустя два предпринимателя из Чаттануги, штат Теннесси, а именно Бенджамин Ф. Томас и Джозеф Б. Уайтхед предложили идею розлива и были настолько убедительны, что Кэндлер подписал контракт, дающий им контроль над процедурой, всего за один доллар. Позже Кэндлер осознал, что совершил серьёзную ошибку. Кэндлер так и не получил свой доллар, но в 1899 году в Чаттануге открылась первая компания по розливу Coca-Cola. Кэндлер оставался очень доволен, просто продавая сироп своей компании. Расплывчато сформулированный контракт оказался проблематичным для The Coca-Cola Company на десятилетия вперёд. Юридическим вопросам не помогло решение ботлеров заключить субподряд с другими компаниями, фактически став материнскими ботлерами. В этом контракте указывалось, что бутылки будут продаваться по 5 центов за штуку, что привело к фиксированной цене кока-колы в период 1886—1959 года.

### XX век

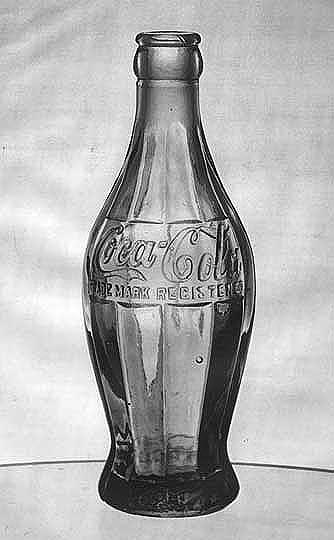
6,5-унциевая бутылка, придуманная в 1915 году

Первая наружная настенная реклама, рекламирующая кока-колу, была нарисована в 1894 году в Картерсвилле, штат Джорджия. Сироп Кола продавался как безрецептурная пищевая добавка при расстройстве желудка. Ко времени своего 50-летия, безалкогольный напиток приобрёл статус национальной иконы в США. В 1935 году он был сертифицирован кошерным раввином Атланты Тобиасом Геффеном. Гарольда Хирша Геффен был первым человеком за пределами компании, который увидел список сверхсекретных ингредиентов после того, как Coca-Cola столкнулась с пристальным вниманием американского еврейского населения относительно кошерного статуса напитка. После этого, компания внесла незначительные изменения в источники некоторых ингредиентов, чтобы они могли продолжать потребляться еврейским населением Америки, в том числе во время Пасхи.

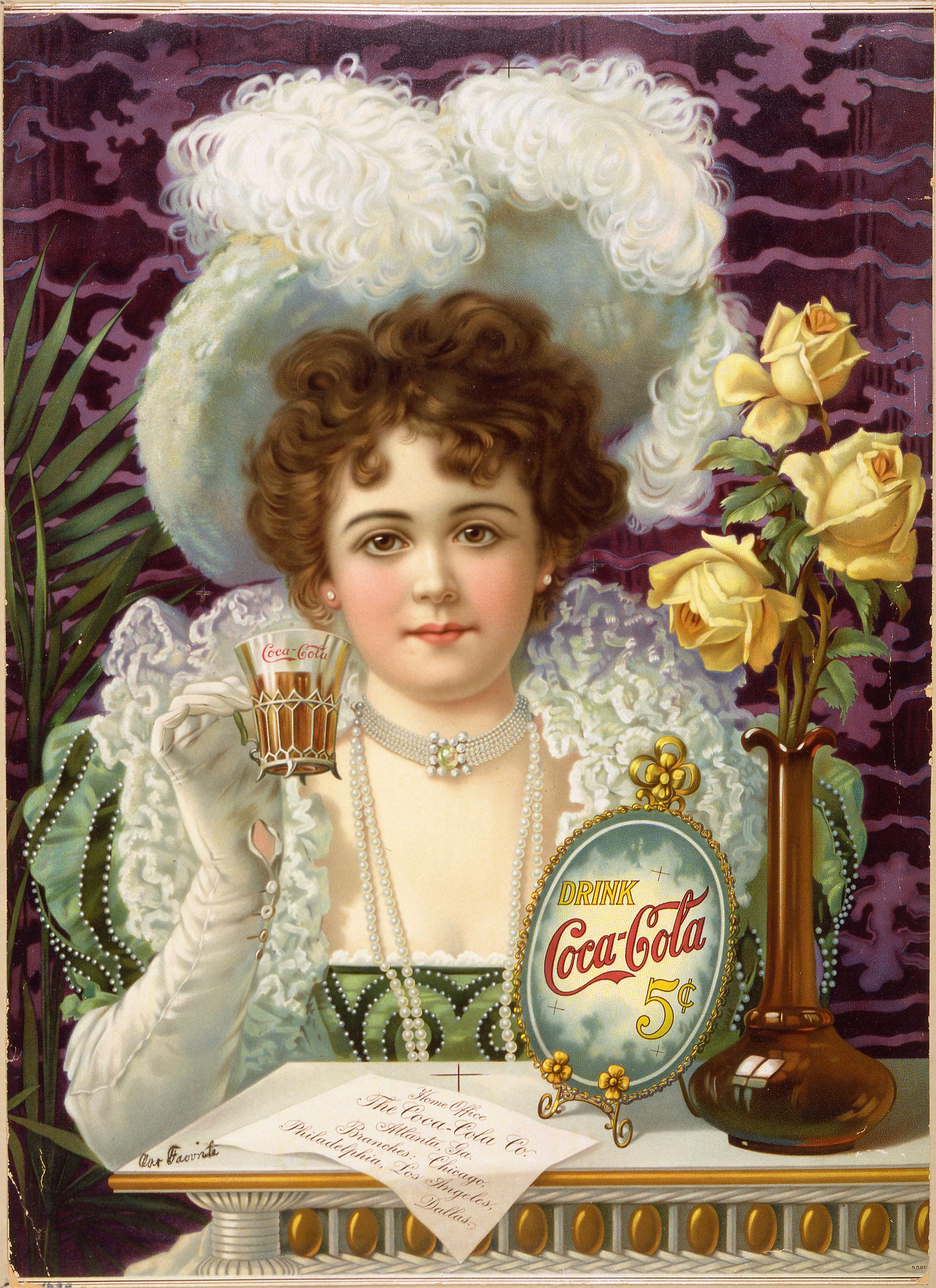
«„Кока-кола“ за 5 центов» — рекламный плакат «Кока-Колы» периода 1890—1900 годов

В 1978 году «Кока-Кола» начала спонсировать ФИФА и чемпионаты мира по футболу.
В 1980 году «Кока-Кола» стала официальным напитком летних Олимпийских игр в Москве. В 1982 году начался выпуск диетической Diet Coke.
В 1985 году появился напиток со вкусом вишни. 23 апреля 1985 года Coca-Cola, на фоне широкой огласки, попыталась изменить формулу напитка на «New Coke». Последующие вкусовые тесты показали, что большинство потребителей предпочитают вкус как New Coke, так и Pepsi, но руководство Coca-Cola не было готово к ностальгии публики по старому напитку, что привело к негативной реакции. Компания поддалась протестам и вернулась к старой формуле под названием Coca-Cola Classic 10 июля 1985 года. «Новая кока-кола» осталась доступной и была переименована в Coke II в 1992 году; окончательно, выпуск напитка был прекращён в 2002 году.
В 1988 году «Кока-Кола» вышла на рынок СССР, производство было налажено на Москворецком пивоваренном заводе. Позднее, под давлением конкурентов, выпускавших напитки без кофеина и сахара, The Coca-Cola Company начала выпускать напитки Classic Coke, New Coke, Cherry Coke, Tab, Caffeine-Free New Coke, Caffeine-Free Diet Coke и Caffeine-Free Tab.
С 1996 года компания «Кока-Кола», используя собственные общественные программы и спонсирование Олимпиад, участвует в отборе факелоносцев для участия в эстафете олимпийского огня.

### XXI век
5 июля 2005 года стало известно, что Coca-Cola возобновит работу в Ираке впервые с тех пор, как Лига арабских государств бойкотировала компанию в 1968 году.
4 декабря 2007 года «Кока-Кола» представила новую стеклянную бутылку ёмкостью 0,33 л, которая стала короче на 13 мм, шире на 0,1 мм и весить 210 граммов, что на 20 % меньше предыдущей. К примеру, в Великобритании эти изменения позволяют сократить использование стекла до 3500 т ежегодно, а выброс углекислого газа — до 2400 т. В том же году появился напиток со вкусом ванили.
В апреле 2007 года в Канаде название «Coca-Cola Classic» было изменено на «Coca-Cola». Слово «Классический» было удалено, потому что «New Coke» больше не производилась, устраняя необходимость проводить различие между ними. Формула осталась неизменной. В январе 2009 года Coca-Cola прекратила печатать слово «Classic» на этикетках бутылок объёмом 470 мл, продаваемых в некоторых частях юго-востока Соединённых Штатов. Это изменение было частью более широкой стратегии по обновлению имиджа продукта. Позже, слово «Classic» было удалено из всех продуктов Coca-Cola к 2011 году.
В ноябре 2009 г. из-за спора по поводу оптовых цен на продукцию, Coca-Cola Costco на два месяца прекратила пополнение своих полок Кока-колой и диетической колой; в результате отдельной сделки по разливу в 2013 году, продукты Coke были удалены с фуд-кортов Costco в пользу Pepsi. Некоторые магазины Costco (например, в Тусоне, штат Аризона) дополнительно продают импортированную кока-колу из Мексики с тростниковым сахаром вместо кукурузного сиропа от отдельных дистрибьюторов. Coca-Cola представила мини-банку на 220 мл в 2009 году, а 22 сентября 2011 года компания объявила о снижении цен, попросив розничных продавцов продавать упаковки из восьми штук по цене в 3 доллара. В тот же день Coca-Cola объявила о выпуске бутылки на 370 мл по цене 90 центов. Бутылка на 473 мл хорошо продавалась по цене 100 центов с момента её повторного появления, но иногда цена поднималась до 1,19 доллара.
В марте 2012 «Кока-Кола» и «Пепси» сообщили об изменениях в производстве карамельных красителей для соответствия новым стандартам Калифорнии. Напитки, продающиеся в Калифорнии, уже соответствуют новым требованиям. Способ изготовления карамельных красителей, применяющихся в Европе, не был изменён, — содержание 4-метилимидазола сохранилось на прежнем уровне.
В 2012 году «Coca-Cola» возобновил бизнес в Мьянме после 60 лет отсутствия из-за ввода санкций США против инвестиций в стране. В 2019 году компания Coca-Cola анонсировала новый вкус — апельсин с ванилью. 10 февраля 2021 года компания представила отчётность за 2020 год: её выручка снизилась на 11 %, до 33 млрд $, а прибыль на акцию упала на 8 %, до 1,95 $. Также, в этом же месяце, в рамках плана по борьбе с пластиковыми отходами, Coca-Cola заявила, что начнёт продавать свои газированные напитки в бутылках, изготовленных из 100 % переработанного пластика в Соединённых Штатах, а к 2030 году планирует переработать одну бутылку или банку на каждую проданную.

#### Y3000
В сентябре 2023 года компания представила напиток Coca-Cola Year 3000 Zero Sugar, рецепт которого был сгенерирован при помощи искусственного интеллекта на основе собранных данных о личных предпочтениях поклонников кока-колы по всему миру. На рынке США и Канады покупателям также доступна версия Y3000 на основе традиционного рецепта. Утверждается, что дизайн упаковки также был создан при помощи нейросетей. Также был создан «виртуальный хаб 3000 года», доступный по QR-коду на упаковке, а в середине октября в сотрудничестве с компанией AMBUSH была представлена капсульная коллекция одежды дизайнера Yoon Ahm, посвящённая теме далёкого будущего. Цена баночек лимитированного выпуска не отличается от цен обычного напитка.

### Послевторжения России на Украину

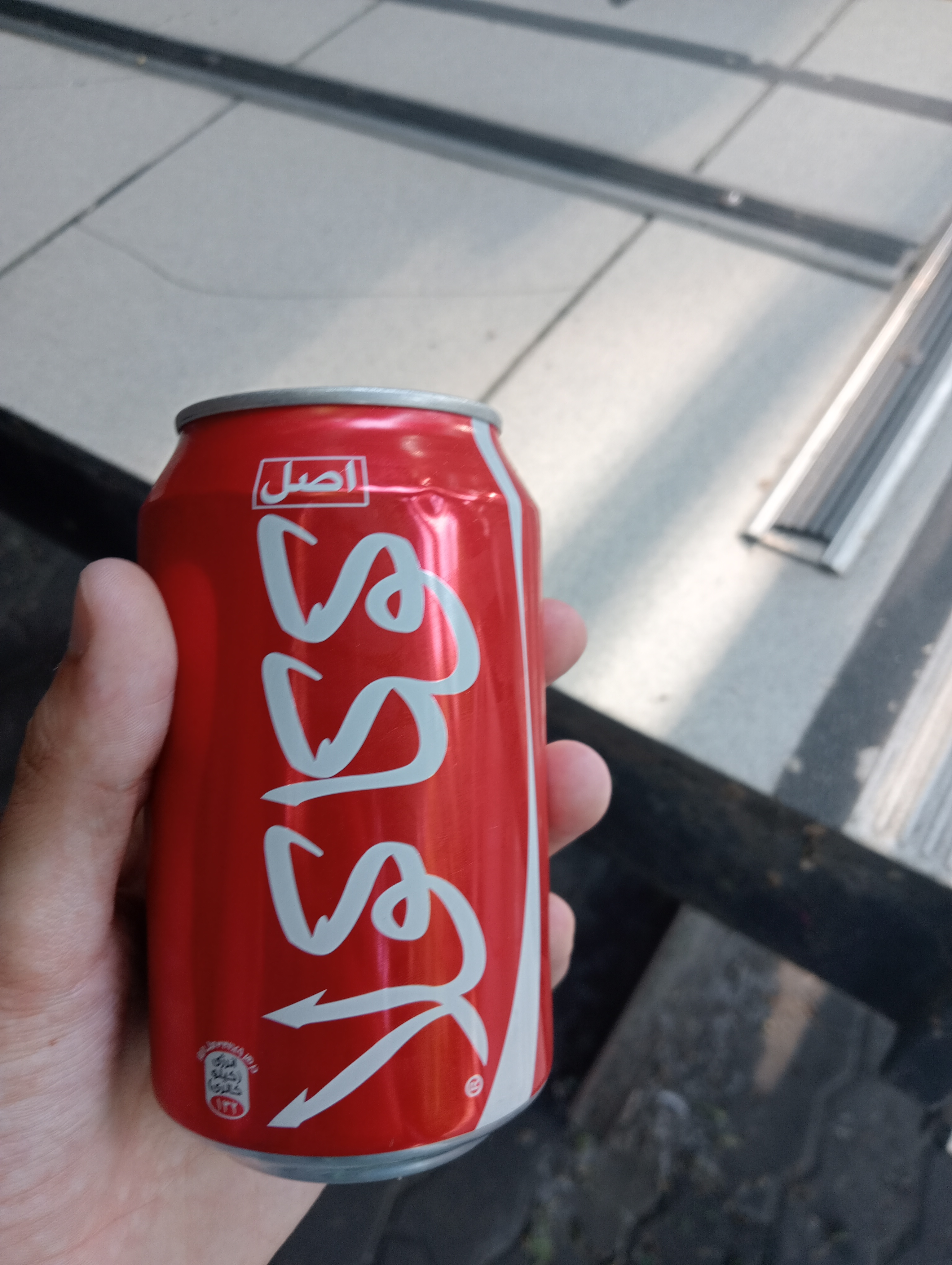
Кока-кола из Ирана

8 марта компания сообщила, что из-за вторжения приостанавливает свой бизнес в России. Кроме того, компания-дистрибьютор Кока-колы в России заявила о повышении цен на свою продукцию в РФ с 14 марта. Также компания приостановила инвестиции.
16 июня дистрибьютор Кока-колы в России заявил о прекращении выпуска и продажи кока-колы и остальных производимых The Coca-Cola Company напитков в России. Позднее компания Coca-Cola HBC сменила название на «Мултон Партнерс». Поставки концентрата для производства традиционного напитка Coca-Cola перестали размещаться и с марта 2022 года российские заводы перестали получать сироп, необходимый для производства фирменного напитка. После прекращения производства Coca-Cola в России компания представила аналогичный бренд «Добрый Cola», для производства которого российское подразделение закупает сырьё на внутреннем рынке и используется другая рецептура концентрата.
Десятью российскими заводами Coca-Cola владела, разливала и продавала газировку отдельная независимая компания — зарегистрированная в Швейцарии Coca-Cola Hellenic Bottling Company (HBC), в которой The Coca-Cola Company принадлежит 21,3 % акций. Coca-Cola HBC, несмотря на обещания содействовать исполнению решения американских партнёров и заявления в поддержку Украины, уходить из России не собирается. Но возможность разливать и продавать напитки под брендами Coca-Cola она потеряла.
С осени 2022 г. вся продаваемая в России кока-кола — импортная. На её ввозе в Россию зарабатывают десятки компаний, которые привозят в страну кока-колу из США, Мексики, ОАЭ, Турции, Армении, Азербайджана, Анголы, Беларуси, Вьетнама, Венгрии, Казахстана, Таджикистана, Узбекистана, Киргизии, Китая, Чехии, Японии, Грузии, Венгрии, Польши, Германии, Албании, Великобритании, Италии, Дании и подконтрольного исламистам из «Талибана» Афганистане и контрафактный напиток из Ирана. На рынке появились виды оригинальной колы других брендов, которые раньше не производились в России: до начала вторжения России на Украину ботлер их не выпускал, а поставки из-за рубежа блокировала Федеральная таможенная служба.
В российских регионах, в первую очередь в приграничных, начали появляться крупные импортеры оригинальной кока-колы. Некоторые предприятия, раньше покупавшие колу у российской Coca-Cola Hellenic, не стали пользоваться услугами таких импортеров, а сами напрямую оформили декларации на ввоз продукции от зарубежных ботлеров.

## Состав и рецептура
Компонентами «классического» варианта «Кока-колы» являются:
- очищенная газированная вода;
- сахар;
- натуральный краситель карамель;
- регулятор кислотности ортофосфорная кислота;
- натуральные ароматизаторы;
- кофеин.

Среднестатистическая банка кока-колы в объёме 355 мл содержит 38 граммов сахара, 50 мг натрия, 0 граммов жира, 0 граммов калия и 140 калорий. 5 мая 2014 года Coca-Cola заявила, что работает над удалением спорного ингредиента, бромированного растительного масла, из всех своих напитков. По утверждениям производителя, на конец 2016 года для приготовления 1 литра «Кока-Колы» было необходимо 1,96 литра воды.
Популярный миф гласит, что только два руководителя могут иметь доступ к составу, при этом у каждого может быть доступ только к половине информации. Правда в том, что хотя у Coca-Cola и есть правило, ограничивающее доступ лишь для двух руководителей, каждый из них знает состав целиком, и другим, в дополнение к установленным двум, был известен процесс изготовления.

## Влияние на здоровье
Существует исследование 2004 года, в ходе которого была установлена возможная связь между регулярным ежедневным употреблением подслащённых сахаром напитков и увеличением риска развития сахарного диабета второго типа. В 2013 году было установлено, что влияние обычных дозировок подслащённых безалкогольных напитков на развитие диабета не является статистически значимым.
В бутылочке кока-колы объёмом 0,33 л содержится 35 г сахара. Это составляет 70 % суточной нормы потребления сахара по текущим рекомендациям ВОЗ, которая рекомендует в ближайшем будущем снизить эту норму вдвое. ВОЗ отмечает, что «рекомендации в отношении снижения уровней потребления свободных сахаров и их поддержания на протяжении всей жизни основаны на анализе последних научных данных. Эти данные свидетельствуют, во-первых, о том, что, взрослые люди, потребляющие сахара в меньшем количестве, имеют меньшую массу тела, а, во-вторых, о том, что увеличение количества сахаров в питании связано с сопоставимой прибавкой в весе. Кроме того, исследования показывают, что дети, потребляющие в больших количествах подслащённые сахаром напитки, с большей вероятностью будут иметь излишний вес или страдать от ожирения по сравнению с детьми, потребляющими такие напитки в небольших количествах».

## Экология
Компания выпускает около 3 млн тонн пластиковой упаковки в год, что эквивалентно примерно 200 тыс. пластиковых бутылок в минуту.
По данным экологической организации Break Free from Plastic за 2019 год, бренд «Кока-Кола» вносит наибольший вклад в мировые пластиковые отходы.

## Альтернативное использование

### Кока-кола и «Mentos»
Если в бутылку с кока-колой (лучше всего подходит низкокалорийная кола) опустить драже «Mentos», то из горлышка бутылки будет бить фонтан напитка. Происходит это потому, что «Mentos» (особенно неокрашенный и неглазированный) создаёт неоднородности, которые служат центрами высвобождения растворённого углекислого газа. Другие ингредиенты, которые играют роль в цепной реакции, — аспартам (заменитель сахара), бензоат натрия (консервант) и кофеин в «Кока-Коле» и гуммиарабик и желатин в «Mentos». Эти ингредиенты хорошо сочетаются, и, если их смешать и добавить достаточное количество центров высвобождения газа, начинается бурная реакция, которая высвобождает сразу весь углекислый газ, что и приводит к фонтану из колы. Причины этого явления были проанализированы и описаны в передаче «Разрушители мифов» на канале «Дискавери» в четвёртом сезоне, выпуске № 57. Там же был опровергнут миф о вероятности повреждения нормального желудка смесью «Кока-Колы» и «Ментоса».
В США кока-кола примерно с середины XX века используется для приготовления тортов. Напиток добавляют при замешивании теста, газированная вода придаёт бисквиту воздушную текстуру, а также дополнительный вкус.